# Tourist Trophy 1953
Il Tourist Trophy corso dall'8 al 12 giugno 1953 sul Circuito del Mountain, è stata la gara inaugurale del motomondiale 1953, e rappresenta la 35ª edizione del Tourist Trophy.
Le classi in gara furono quattro: 125, 250, 350 e 500 mentre non vi corsero i sidecar.
Nella classe 500 si registrò la vittoria del pilota rhodesiano Ray Amm in sella ad una Norton che aveva già ottenuto anche la pole position e fece registrare il giro più veloce in gara. Lo stesso pilota si impose anche nella classe 350 mentre nelle altre classi si imposero piloti britannici: nella 250 si impose Fergus Anderson su Moto Guzzi (ripetendo la vittoria dell'anno precedente) e nella 125 vinse Leslie Graham su MV Agusta; quest'ultimo con la vittoria nella categoria di minor cilindrata fu il primo pilota del mondiale ad essere riuscito ad ottenere una vittoria in tre classi diverse dopo quella ottenuta in 500 nel Gran Premio motociclistico di Svizzera 1949 e quella in 350 nel Gran Premio motociclistico di Svizzera 1950.
La gara fu funestata anche dall'incidente mortale occorso proprio a Leslie Graham che perse la vita nella gara del Senior TT il 12 giugno. Non fu l'unica vittima quest'anno: persero la vita anche Harry L. Stephen e Thomas W. Swarbrick durante lo Junior TT e Geoff Walker a poca distanza da Graham.
Non furono tra l'altro quelli gli unici incidenti: già durante le prove Bruno Ruffo incorse in una caduta che lo portò a decidere il ritiro dalle competizioni motociclistiche; la stessa cosa accadde anche a Rudi Felgenheier. Sempre delle cadute coinvolsero Bill Lomas (che resterà assente dalle competizioni per il resto della stagione) e John Surtees che non potrà essere al via delle gare.

## Risultati

### Classe 500 (Senior TT)
77 piloti furono presenti alla partenza, 36 vennero classificati al traguardo; fu anche la prima volta che la Gilera si presentò al TT con una squadra ufficiale affiancandosi alle squadre ufficiali di Norton, AJS, BMW e MV Agusta.
Tra i ritirati della corsa vi furono Carlo Bandirola, Alfredo Milani, Dickie Dale, Arthur Wheeler, Ken Kavanagh, Ken Mudford, Walter Zeller e Geoff Duke.
Primi 10 al traguardo
| Pos. | Pilota         | Moto      | Tempo     | Punti |
| ---- | -------------- | --------- | --------- | ----- |
| 1    | Ray Amm        | Norton    | 2.48.51.8 | 8     |
| 2    | Jack Brett     | Norton    | 2:49.03.8 | 6     |
| 3    | Reg Armstrong  | Gilera    | 2:49.16.8 | 4     |
| 4    | Rod Coleman    | AJS       | 2:50.49.6 | 3     |
| 5    | Bill Doran     | AJS       | 2:54.25.0 | 2     |
| 6    | Peter Davey    | Norton    | 3:02.13.0 | 1     |
| 7    | Edward Frend   | Norton    | 3:02.44.6 |       |
| 8    | Robin H Sherry | AJS       | 3:03.13.4 |       |
| 9    | Harry A Pearce | Matchless | 3:03.28.4 |       |
| 10   | John Grace     | Norton    | 3:05.15.8 |       |

### Classe 350 (Junior TT)
58 piloti vennero classificati al traguardo
Tra i ritirati della corsa vi furono Cecil Sandford, Bob McIntyre, Leslie Graham e Rod Coleman.
Primi 10 al traguardo
| Pos. | Pilota          | Moto       | Tempo     | Punti |
| ---- | --------------- | ---------- | --------- | ----- |
| 1    | Ray Amm         | Norton     | 2:55.05.0 | 8     |
| 2    | Ken Kavanagh    | Norton     | 2:55.14.6 | 6     |
| 3    | Fergus Anderson | Moto Guzzi | 2:57.40.6 | 4     |
| 4    | Jack Brett      | Norton     | 2:58.40.4 | 3     |
| 5    | Bill Doran      | AJS        | 3:02.21.0 | 2     |
| 6    | Derek Farrant   | AJS        | 3:03.02.0 | 1     |
| 7    | Ken Mudford     | AJS        | 3:05.23.0 |       |
| 8    | G C A Murphy    | AJS        | 3:07.48.2 |       |
| 9    | Phil H Carter   | AJS        | 3:08.02.6 |       |
| 10   | Harold Clark    | AJS        | 3:09.18.0 |       |

### Classe 250 (Lightweight TT)
18 piloti vennero classificati al termine della gara
Tra i ritirati della corsa vi furono Maurice Cann e Enrico Lorenzetti.
Primi 10 al traguardo
| Pos. | Pilota            | Moto       | Tempo     | Punti |
| ---- | ----------------- | ---------- | --------- | ----- |
| 1    | Fergus Anderson   | Moto Guzzi | 1.46.53.0 | 8     |
| 2    | Werner Haas       | NSU        | 1:47.10.0 | 6     |
| 3    | Siegfried Wunsche | DKW        | 1:51.20.0 | 4     |
| 4    | Arthur Wheeler    | Moto Guzzi | 1:52.40.0 | 3     |
| 5    | Sid Willis        | Velocette  | 2:00.08.0 | 2     |
| 6    | Tommy Wood        | Moto Guzzi | 2:01.02.0 | 1     |
| 7    | Ray Petty         | Norton     | 2:01.17.0 |       |
| 8    | AW Jones          | Excelsior  | 2:05.20.0 |       |
| 9    | Bill Webster      | Velocette  | 2:05.51.0 |       |
| 10   | Bob Geeson        | REG        | 2:06.14.0 |       |

### Classe 125 (Ultra-Lightweight TT)
12 piloti vennero classificati al termine della gara
Tra i piloti ritirati Carlo Ubbiali e Dickie Dale.
Piloti classificati al traguardo
| Pos. | Pilota         | Moto       | Tempo     | Punti |
| ---- | -------------- | ---------- | --------- | ----- |
| 1    | Leslie Graham  | MV Agusta  | 1.27.19.0 | 8     |
| 2    | Werner Haas    | NSU        | 1:28.00.0 | 6     |
| 3    | Cecil Sandford | MV Agusta  | 1:28.02.0 | 4     |
| 4    | Angelo Copeta  | MV Agusta  | 1:32.29.0 | 3     |
| 5    | A.W. Jones     | MV Agusta  | 1:40.39.0 | 2     |
| 6    | Bill Webster   | MV Agusta  | 1:41.16.0 | 1     |
| 7    | Archie Fenn    | FB Mondial | 1:41.20.0 |       |
| 8    | Norman Webb    | MV Agusta  | 1:43.20.0 |       |
| 9    | J A Thomson    | MV Agusta  | 1:44.56.0 |       |
| 10   | Fron Purslow   | MV Agusta  | 1:49.44.0 |       |
| 11   | Brian Purslow  | MV Agusta  | 1:52.42.0 |       |
| 12   | N R Jones      | BSA        | 2:03.07.0 |       |